# Hebeclinium
Hebeclinium es un género de plantas fanerógamas perteneciente a la familia de las asteráceas. Comprende 47 especies descritas y  solo 26 aceptadas. Es originario del centro y sur de América.

## Taxonomía
El género fue descrito por Alexandre Henri Gabriel de Cassini y publicado en Prodromus Systematis Naturalis Regni Vegetabilis 5: 136. 1836. La especie tipo es: Eupatorium macrophyllum L. = Hebeclinium macrophyllum (L.) DC.

## Especies aceptadas
A continuación se brinda un listado de las especies del género Hebeclinium aceptadas hasta junio de 2012, ordenadas alfabéticamente. Para cada una se indica el nombre binomial seguido del autor, abreviado según las convenciones y usos.
- Hebeclinium beneolens (B.L.Rob.) R.M.King & H.Rob.
- Hebeclinium bullatissimum (B.L.Rob.) R.M.King & H.Rob.
- Hebeclinium costaricense R.M.King & H.Rob.
- Hebeclinium erioclinium (B.L.Rob.) R.M.King & H.Rob.
- Hebeclinium escobariae H.Rob.
- Hebeclinium flabellatum S.Díaz & G.P.Méndez
- Hebeclinium frontinoense S.Díaz & G.P.Méndez
- Hebeclinium gentryi R.M.King & H.Rob.
- Hebeclinium guevarae (R.M.King & H.Rob.) R.M.King & H.Rob.
- Hebeclinium hylophorbum (B.L.Rob.) R.M.King & H.Rob.
- Hebeclinium jajoense (Aristeg.) R.M.King & H.Rob.
- Hebeclinium killipii (B.L.Rob.) R.M.King & H.Rob.
- Hebeclinium knappiae R.M.King & H.Rob.
- Hebeclinium lellingeri R.M.King & H.Rob.
- Hebeclinium longicuspidatum S.Díaz & G.P.Méndez
- Hebeclinium macrophyllum (L.) DC.
- Hebeclinium obtusisquamosum (Hieron. ex Hieron.) R.M.King & H.Rob.
- Hebeclinium palaciosii H.Rob.
- Hebeclinium phoenicticum (B.L.Rob.) R.M.King & H.Rob.
- Hebeclinium recreense (Hieron.) R.M.King & H.Rob.
- Hebeclinium reedii R.M.King & H.Rob.
- Hebeclinium sericeum (Kunth) R.M.King & H.Rob.
- Hebeclinium tetragonum Benth.
- Hebeclinium torondoyense (V.M.Badillo) R.M.King & H.Rob.
- Hebeclinium vestitum (Poepp.) R.M.King & H.Rob.
- Hebeclinium wurdackianum H.Rob.